# Virksomhedsteori
 Ikke at forveksle med økonomisk virksomhedsteori om erhvervsvirksomheder
Virksomhedsteori (engelsk: Activity theory) er en teori inden for psykologi og kognitionsforskning, der betoner tænkningens og bevidsthedens sociale, historiske og kulturelle natur. Den har fundet anvendelse på forskellige områder, herunder pædagogik og i informationsvidenskab. 
Inden for Biblioteks- og informationsvidenskab er den især anvendt til menneske-maskingrænseflader. Nyere anvendelser omfatter desuden studiet af brugere og en generel forståelse af information og informationsformidling.

## Links
- Leont'ev, A. Activity, Consciousness, and Personality
- Engeström, Y. Learning by expanding

## Web Links
- What is Activity Theory? Arkiveret 9. maj 2008 hos  Wayback Machine
- Activity theory (Cultural Historical Activity Theory, CHAT Arkiveret 18. februar 2014 hos  Wayback Machine
- Center for Activity Theory and Developmental Work Research Arkiveret 27. september 2007 hos  Wayback Machine
- Lexikon. Wissenswertes zur Erwachsenenbildung Arkiveret 1. februar 2008 hos  Wayback Machine
- Acting with Technology: Activity Theory and Interaction Design Arkiveret 3. juli 2008 hos  Wayback Machine
- Virksomhedsteorikonferencerne i Danmark Arkiveret 7. januar 2009 hos  Wayback Machine